# Steaua Bukarest (Eishockey)
Der CSA Steaua Bukarest ist eine rumänische Eishockeymannschaft aus Bukarest, die 1951 als Sektion des Armeesportklubs Steaua Bukarest gegründet wurde. Seit dem 23. Januar 2010 tritt die Profimannschaft, welche in der Rumänischen Eishockeyliga spielt, unter dem Namen Steaua Rangers an. In der Saison 2008/09 sowie von 2010 bis 2012 nahm die Mannschaft darüber hinaus an der ungarisch-rumänischen MOL Liga teil.

## Geschichte
Die Eishockeymannschaft wurde im Jahr 1951 als CCA Bukarest gegründet und gehörte neben weiteren Sektionen (z. B. Fußball, Handball, Basketball) dem gleichnamigen Armeesportklub an. 1961 folgte die Umbenennung in CSA Steaua Bukarest. Mit 40 Meistertiteln und 31 Pokalsiegen ist Steaua der mit Abstand erfolgreichste Eishockey-Klub Rumäniens. Zuletzt gewann der Verein im Jahr 2005 das Double aus Meisterschaft und Pokal, der vorerst letzte Meistertitel datiert aus dem Jahre 2006.
Im Jahr 2008 wurde Steaua zusammen mit dem Liga-Rivalen CS Progym Gheorgheni in die MOL Liga aufgenommen, die parallel zur Rumänischen Eishockeyliga ausgetragen wird. In der folgenden Saison 2009/10 verzichtete Steaua aus finanziellen Gründen auf das Startrecht, nahm aber von 2010 bis 2012 erneut an der rumänisch-ungarischen Liga teil.

## Erfolge
- Rumänischer Meister (40×): 1953, 1955, 1956, 1958, 1959, 1961, 1964, 1965, 1966, 1967, 1969, 1970, 1974, 1975, 1976, 1977, 1978, 1980, 1982, 1983, 1984, 1985, 1986, 1987, 1988, 1989, 1990, 1991, 1992, 1993, 1994, 1995, 1996, 1998, 1999, 2001, 2002, 2003, 2005, 2006
- Rumänischer Pokalsieger (33×): 1969, 1973, 1974, 1975, 1976, 1977, 1978, 1980, 1981, 1982, 1984, 1985, 1986, 1987, 1989, 1990 (Frühjahr), 1990 (Herbst), 1991, 1992, 1993, 1994, 1995, 1996, 1998 (Frühjahr), 1998 (Herbst), 1999, 2000, 2002, 2004, 2005, 2008, 2011(Herbst), 2012

## Stadion
Die Heimspiele werden in der Mihai-Flamaropol-Arena in Bukarest ausgetragen.